# Östbergsbodsjön
Östbergsbodsjön är en sjö i Bergs kommun i Jämtland och ingår i Indalsälvens huvudavrinningsområde. Sjön har en area på 0,616 kvadratkilometer och ligger 444,1 meter över havet. Sjön avvattnas av vattendraget Svenstaån.

## Delavrinningsområde
Östbergsbodsjön ingår i det delavrinningsområde (694928-143736) som SMHI kallar för Inloppet i Lillsjön. Medelhöjden är 461 meter över havet och ytan är 15,83 kvadratkilometer. Det finns inga avrinningsområden uppströms utan avrinningsområdet är högsta punkten. Svenstaån som avvattnar avrinningsområdet har biflödesordning 2, vilket innebär att vattnet flödar genom totalt 2 vattendrag innan det når havet efter 311 kilometer. Avrinningsområdet består mestadels av skog (57 procent) och sankmarker (38 procent). Avrinningsområdet har 0,61 kvadratkilometer vattenytor vilket ger det en sjöprocent på 3,9 procent.